# Masdevallia zumbuehlerae
Masdevallia zumbuehlerae är en orkidéart som beskrevs av Carlyle August Luer. Masdevallia zumbuehlerae ingår i släktet Masdevallia och familjen orkidéer. Inga underarter finns listade i Catalogue of Life.